# París-Niça 1959
La París-Niça 1959 fou la 17a edició de la París-Niça. És un cursa ciclista que es va disputar entre el 4 i el 14 de març de 1959. La cursa fou guanyada pel francès Jean Graczyk, de l'equip Leroux-Helyett, per davant de Gérard Saint (Saint Rapahel-Geminiani) i Pierino Baffi (Ignis). El francès Louison Bobet (Mercier-BP) s'imposà en la classificació de la muntanya, Nicolas Barone (Saint Rapahel-Geminiani) guanyà la classificació per punts i el conjunt Saint Raphael-Geminiani la d'equips.
La prova es converteix en una París - Niça - Roma. Es fan tres classificacions: la primera, la tradicional pel recorregut París-Niça, l'altre pel guanyador en el trajecte de Niça a Roma i la tercera pel guanyador en la suma de les altres dues. Jean Graczyk guanyà la París-Niça i la classificació global mentre que Gérard Saint guanyà la Niça - Roma. En aquesta segona part de la prova el líder portava un mallot verd.

## Participants
En aquesta edició de la París-Niça hi prengueren part 96 corredors dividits en 12 equips: Peugeot-BP, Carpano, Leroux-Helyett, Atala, Saint Rapahel-Geminiani, Mercier-BP, Ignis, Flandria-Mann, Torpado, Liberia, Emi i Urago/Ghigi. La prova l'acabaren 46 corredors.

## Resultats de les etapes
| Etapes              | Data       | Recorregut                         | Km       | Vencedor d'etapa   | Líder de la general |
| ------------------- | ---------- | ---------------------------------- | -------- | ------------------ | ------------------- |
| 1a etapa            | 4 de març  | París - Gien                       | 170 km   | Willy Vannitsen    | Willy Vannitsen     |
| 2a etapa            | 5 de març  | Gien - Moulins-sur-Allier          | 210 km   | Vito Favero        | Willy Vannitsen     |
| 3a etapa            | 6 de març  | Moulins-sur-Allier - Saint-Étienne | 181 km   | Léon van Daele     | Léon van Daele      |
| 4a etapa            | 7 de març  | Saint-Étienne - Usès               | 218 km   | Armando Pellegrini | Pierino Baffi       |
| 5a etapa, 1r sector | 8 de març  | Usès - Vergèze (CRI)               | 27 km    | Jacques Anquetil   | Gérard Saint        |
| 5a etapa, 2n sector | 8 de març  | Vergèze - Manosque                 | 164.5 km | Vito Favero        | Gérard Saint        |
| 6a etapa            | 9 de març  | Manosque - Niça                    | 202 km   | Pierre Everaert    | Jean Graczyk        |
| 7a etapa            | 10 de març | Menton - Ventimiglia               | 72 km    | Gérard Saint       | Jean Graczyk        |
| 8a etapa            | 11 de març | Ventimiglia - Chiavari             | 208 km   | Pierre Everaert    | Jean Graczyk        |
| 9a etapa            | 12 de març | Chiavari - Florència               | 225 km   | Pierino Baffi      | Jean Graczyk        |
| 10a etapa           | 13 de març | Florència - Siena                  | 119 km   | Michel van Aerde   | Jean Graczyk        |
| 11a etapa           | 14 de març | Siena - Roma                       | 254 km   | Armando Pellegrini | Jean Graczyk        |

## Etapes

### 1a etapa
4-03-1959. París - Gien, 170 km.
Sortida neutralitzada: Plaça de l'Ajuntament de París
Sortida real: Le Pont d'Antony.
|   | Ciclista        | Equip                   | Temps      |
| - | --------------- | ----------------------- | ---------- |
| 1 | Willy Vannitsen | Urago/Ghigi             | 4h 36' 52" |
| 2 | Léon van Daele  | Flandria-Mann           | m. t.      |
| 3 | Roger Rivière   | Saint Rapahel-Geminiani | m. t.      |

### 2a etapa
5-03-1959. Gien - Moulins-sur-Allier, 210 km.
|   | Ciclista        | Equip         | Temps      |
| - | --------------- | ------------- | ---------- |
| 1 | Vito Favero     | Atala         | 5h 31' 10" |
| 2 | Willy Vannitsen | Urago/Ghigi   | m. t.      |
| 3 | Léon van Daele  | Flandria-Mann | m. t.      |

### 3a etapa
6-03-1959. Moulins-sur-Allier - Saint-Étienne, 181 km.
|   | Ciclista         | Equip         | Temps      |
| - | ---------------- | ------------- | ---------- |
| 1 | Léon van Daele   | Flandria-Mann | 4h 50' 14" |
| 2 | Michel van Aerde | Carpano       | m. t.      |
| 3 | Jean Gainche     | Mercier-BP    | m. t.      |

### 4a etapa
7-03-1959. Saint-Etienne - Usès, 212 km.
|   | Ciclista           | Equip   | Temps      |
| - | ------------------ | ------- | ---------- |
| 1 | Armando Pellegrini | Emi     | 5h 04' 18" |
| 2 | Josep Segú         | Liberia | m. t.      |
| 3 | Pierino Baffi      | Ignis   | m. t.      |

### 5a etapa, 1r sector
8-03-1959. Usès - Vergèze, 27 km. (CRI)
|   | Ciclista         | Equip                   | Temps   |
| - | ---------------- | ----------------------- | ------- |
| 1 | Jacques Anquetil | Leroux-Helyett          | 33' 12" |
| 2 | Roger Rivière    | Saint Raphael-Geminiani | + 1"    |
| 3 | Gérard Saint     | Saint Raphael-Geminiani | + 30"   |

### 5a etapa, 2n sector
8-03-1959. Vergèze - Manosque, 164.5 km.
|   | Ciclista         | Equip      | Temps      |
| - | ---------------- | ---------- | ---------- |
| 1 | Vito Favero      | Atala      | 4h 03' 32" |
| 2 | Michel van Aerde | Carpano    | m. t.      |
| 3 | Frans Schoubben  | Peugeot-BP | m. t.      |

### 6a etapa
9-03-1959. Manosque - Niça, 202 km.
Arribada situada al Passeig dels Anglesos.
|   | Ciclista              | Equip                   | Temps      |
| - | --------------------- | ----------------------- | ---------- |
| 1 | Pierre Everaert       | Saint Raphael-Geminiani | 5h 54' 25" |
| 2 | Tranquillo Scudellaro | Torpado                 | m. t.      |
| 3 | Raymond Vrancken      | Flandria-Mann           | m. t.      |

### 7a etapa
10-03-1959. Menton - Ventimiglia, 72 km.
|   | Ciclista      | Equip                   | Temps      |
| - | ------------- | ----------------------- | ---------- |
| 1 | Gérard Saint  | Saint Rapahel-Geminiani | 1h 55' 39" |
| 2 | Roger Rivière | Saint Rapahel-Geminiani | + 4"       |
| 3 | Louison Bobet | Mercier-BP              | m. t.      |

### 8a etapa
11-03-1959. Ventimiglia - Chiavari, 208 km.
|   | Ciclista        | Equip                   | Temps      |
| - | --------------- | ----------------------- | ---------- |
| 1 | Pierre Everaert | Saint Rapahel-Geminiani | 5h 09' 01" |
| 2 | Pierino Baffi   | Ignis                   | m. t.      |
| 3 | Cleto Maule     | Carpano                 | m. t.      |

### 9a etapa
12-03-1959. Chiavari - Florència, 225 km.
|   | Ciclista        | Equip   | Temps      |
| - | --------------- | ------- | ---------- |
| 1 | Pierino Baffi   | Ignis   | 6h 17' 52" |
| 2 | Cleto Maule     | Carpano | + 5"       |
| 3 | Loris Guernieri | Torpado | m. t.      |

### 10a etapa
13-03-1959. Florència - Siena, 119 km.
|   | Ciclista         | Equip                   | Temps      |
| - | ---------------- | ----------------------- | ---------- |
| 1 | Michel van Aerde | Carpano                 | 2h 54' 15" |
| 2 | Roger Rivière    | Saint Rapahel-Geminiani | m. t.      |
| 3 | Pierre Everaert  | Saint Rapahel-Geminiani | m. t.      |

### 11a etapa
14-03-1959. Siena - Roma, 254 km.
Arribada situada al Fòrum Romà.
|   | Ciclista            | Equip                   | Temps      |
| - | ------------------- | ----------------------- | ---------- |
| 1 | Armando Pellegrini  | Emi                     | 6h 32' 02" |
| 2 | Jean-Claude Annaert | Saint Rapahel-Geminiani | m. t.      |
| 3 | Nicolas Barone      | Saint Rapahel-Geminiani | m. t.      |

## Classificacions finals

### Classificació general
|    | Ciclista         | Equip                   | Temps       |
| -- | ---------------- | ----------------------- | ----------- |
| 1  | Jean Graczyk     | Leroux-Helyett          | 53h 36' 04" |
| 2  | Gérard Saint     | Saint Rapahel-Geminiani | + 15"       |
| 3  | Pierino Baffi    | Ignis                   | + 4' 15"    |
| 4  | Henry Anglade    | Liberia                 | + 4' 44"    |
| 5  | Pierre Everaert  | Saint Rapahel-Geminiani | + 5' 13"    |
| 6  | Gastone Nencini  | Carpano                 | + 5' 50"    |
| 7  | Roger Rivière    | Saint Rapahel-Geminiani | + 6' 24"    |
| 8  | Nicolas Barone   | Saint Rapahel-Geminiani | + 6' 26"    |
| 9  | Michel van Aerde | Carpano                 | + 8' 10"    |
| 10 | Jean Dotto       | Liberia                 | + 9' 32"    |

## Evolució de les classificacions
| Etapa (Vencedor)                       | Classificació general |
| -------------------------------------- | --------------------- |
| 0Etapa 1 (Willy Vannitsen)             | Willy Vannitsen       |
| 0Etapa 2 (Vito Favero)                 | Willy Vannitsen       |
| 0Etapa 3 (Léon van Daele)              | Léon van Daele        |
| 0Etapa 4 (Armando Pellegrini)          | Pierino Baffi         |
| 0Etapa 5, 1r sector (Jacques Anquetil) | Gérard Saint          |
| 0Etapa 5, 2n sector (Vito Favero)      | Gérard Saint          |
| 0Etapa 6 (Pierre Everaert)             | Jean Graczyk          |
| 0Etapa 7 (Gérard Saint)                | Jean Graczyk          |
| 0Etapa 8 (Pierre Everaert)             | Jean Graczyk          |
| 0Etapa 9 (Pierino Baffi)               | Jean Graczyk          |
| 0Etapa 10 (Michel van Aerde)           | Jean Graczyk          |
| 0Etapa 11 (Armando Pellegrini)         | Jean Graczyk          |